# Research Organisation Registry
Research Organisation Registry (ROR) ist eine von der Gemeinschaft geführte Datenbank, die eine dauerhafte Kennung (Persistent identifier) für jede Forschungseinrichtung in der Welt bereitstellen soll. Sie ergänzt andere allgemein verwendete Kennungen wie ORCID für Wissenschaftler und DOI für Forschungsergebnisse bzw. wissenschaftliche Online-Veröffentlichungen.
Ursprünglich wurde die Datenbank mit den Daten der Global Research Identifier Database (GRID) gespeist. Im Jahr 2021 wurde angekündigt, dass ROR die Rolle des führenden offenen Organisationsidentifikators von GRID übernehmen wird. Mit ROR Release v1.0 erfolgte im März 2022 die erste Veröffentlichung nach der Trennung von GRID.
Der Zugriff auf die Datenbank erfolgt über die offizielle Website, eine offene API oder als herunterladbarer Datenbankdump. Alle ROR-Kennungen und -Metadaten werden unter der CC0-Lizenz bereitgestellt.